# Abdij Maria Toevlucht
De Abdij Maria Toevlucht is een Nederlandse trappistenabdij tussen Zundert en Schijf.
De abdij is omringd door bossen en natuurgebieden. De gemeenschap telde in 2018 twaalf monniken, waarvan er tien leven in de abdij en twee in een verzorgingshuis. In maart 2021 was er een intrede voor een tijdelijke professie voor drie jaar. In oktober 2020 koos de gemeenschap Guido Van Belle als abt voor een termijn van zes jaar.
Het leven van de monniken wordt gekenmerkt door stilte, bezinning en gebed. Verder is er een bierbrouwerij en voor bezoekers staat een gastenverblijf ter beschikking.
De trappisten zullen in september 2025 aan het Generaal Kapittel de toestemming om de abdij op te heffen. Reden is de gevorderde leeftijd van de nog aanwezige zes monniken en het gebrek aan opvolging.

## Geschiedenis
De abdij vindt haar oorsprong in de Franse seculariseringspolitiek die zich afspeelde op het einde van de 19de eeuw. Deze politiek dreigde met name de contemplatieve kloosters met uitzetting. Dit gold ook voor de monniken van de Abdij op de Katsberg te Godewaarsvelde en dezen stichtten als gevolg hiervan in 1881 de Abdij Koningshoeven in Tilburg.
Gezien de situatie in Frankrijk wilde men nog meer kloosters stichten en in 1897 kreeg de abdij Koningshoeven door Anna Catharina van Dongen een stuk grond aangeboden nabij Zundert. Dit was gelegen in het destijds moerassige gebied "De Moeren", halverwege Zundert en Rucphen.
Enkele monniken uit Koningshoeven begonnen hier in 1899 met de bouw van een nieuw klooster. De voorlopige kapel hiervan werd op 24 mei 1900 ingewijd. Er waren toen twaalf monniken. De naam "Maria Toevlucht" werd gekozen omdat de priorij feitelijk een toevluchtsoord zou moeten worden voor het geval de Franse trappisten verbannen zouden worden. In feite is het nooit zover gekomen.
Op 22 juni 1909 moesten de monniken het gebouw echter verlaten omdat er grote moeilijkheden in de moederabdij te Tilburg waren ontstaan. Ze vonden onderdak in de Abdij van Westmalle. Het nieuwe klooster dreigde opgeheven te worden, maar door Maria Ullens de Schooten uit Antwerpen werd de jonge stichting van de ondergang gered en kon er een begin gemaakt worden met de bouw van de kloosterkerk en een vleugel van het definitieve kloostercomplex. De kloostergemeenschap groeide gestaag en trok veel jonge mensen aan.
Op 14 september 1934 werd de priorij tot abdij verheven en Dom Nivardus Muis werd de eerste abt. Hij werd opgevolgd door Dom Alfonsus van Kalken en in 1958 door Dom Emmanuel Schuurmans. Met het aantreden van deze laatste abt werd een begin gemaakt met een reeks vernieuwingen die onder het langdurige bestuur van Dom Jeroen Witkam (1967-2001) verder werden doorgezet. Zo gingen de monniken in 1975 over tot de invoering van het Nederlands als liturgische taal en kozen ze voor de psalmvertaling van Ida Gerhardt en Marie van der Zeyde.
Vanaf de jaren 70 van de 20e eeuw werd, onder invloed van dezelfde abt, dom Jeroen Witkam, begonnen met de beoefening van Zen-meditatie.
Na een periode van weinig intredingen in de jaren 80 van de 20e eeuw, waren er sedert de jaren 90 weer jonge monniken ingetreden zodat de abdij kon blijven voortbestaan. In 1998 werd gestopt met de intensieve melkveehouderij en overgegaan op biologische bedrijfsvoering. Onder abt dom Wiro Fagel (2001-2007) vond een ingrijpende renovatie van de gebouwen plaats, waarvan het meest opvallende het nieuwe gastenhuis en poortgebouw is. Van 2007 tot 2017 was het bestuur in handen van abt dom Daniël Hombergen.

## Afbeeldingen

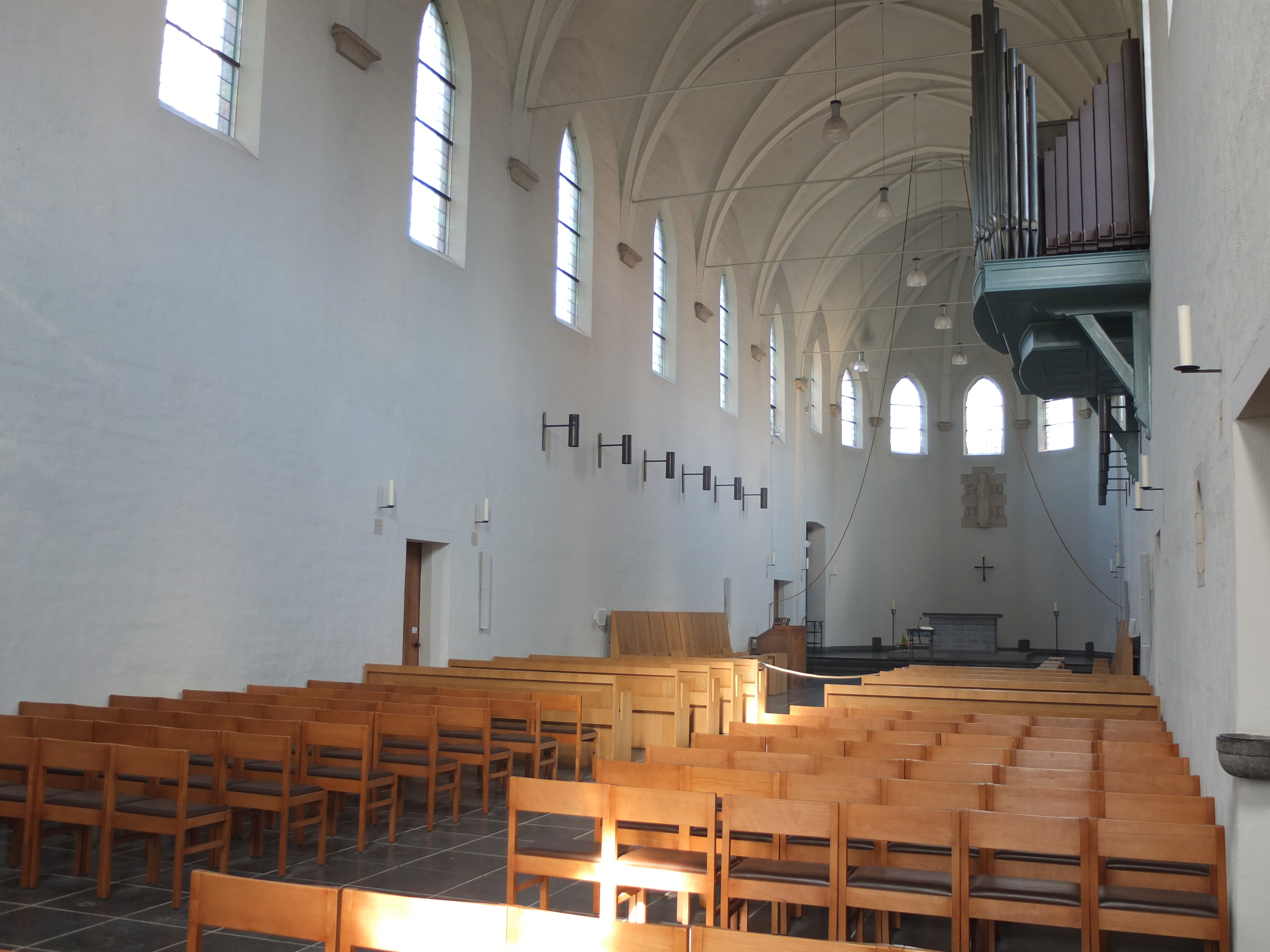
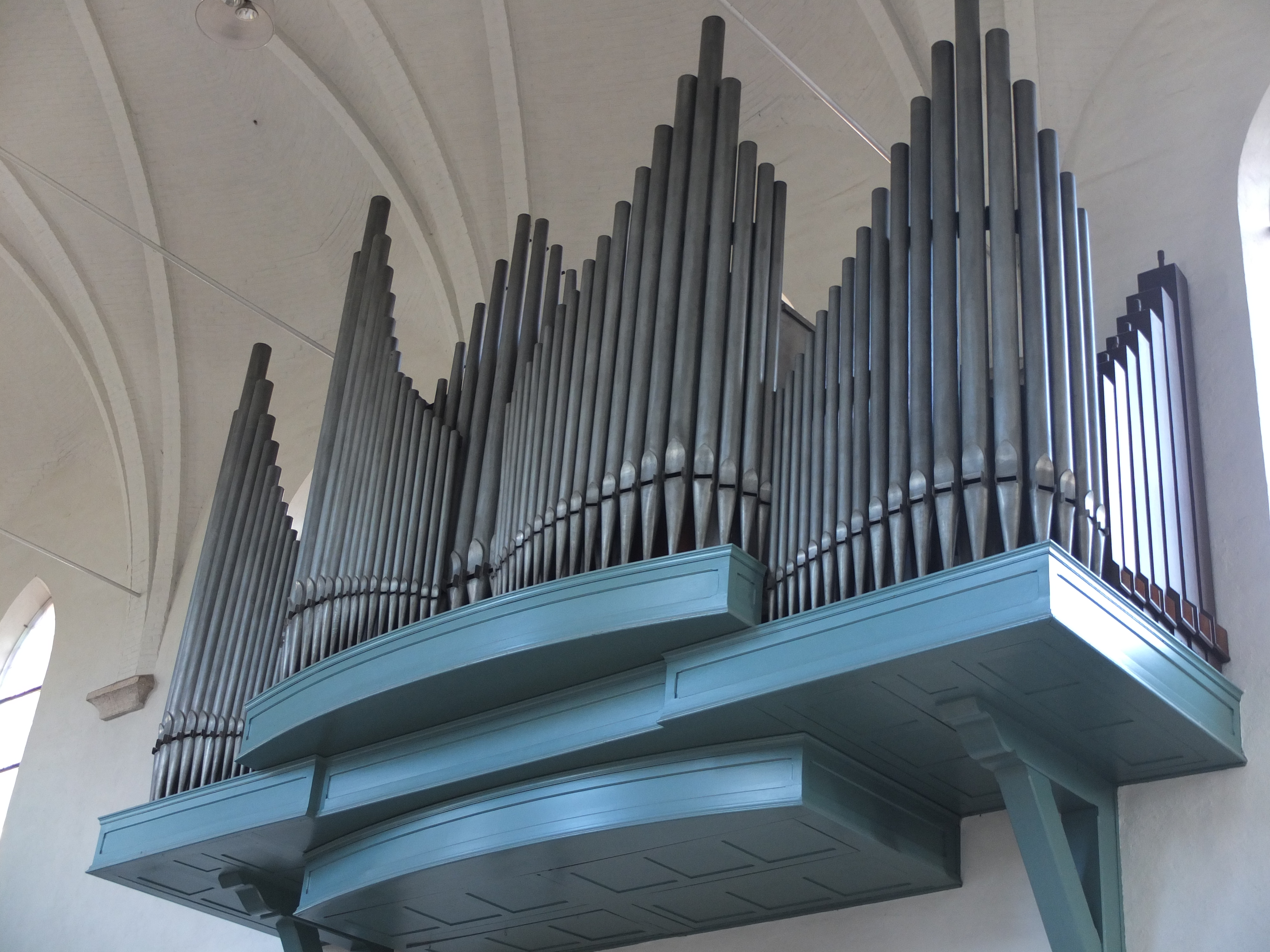
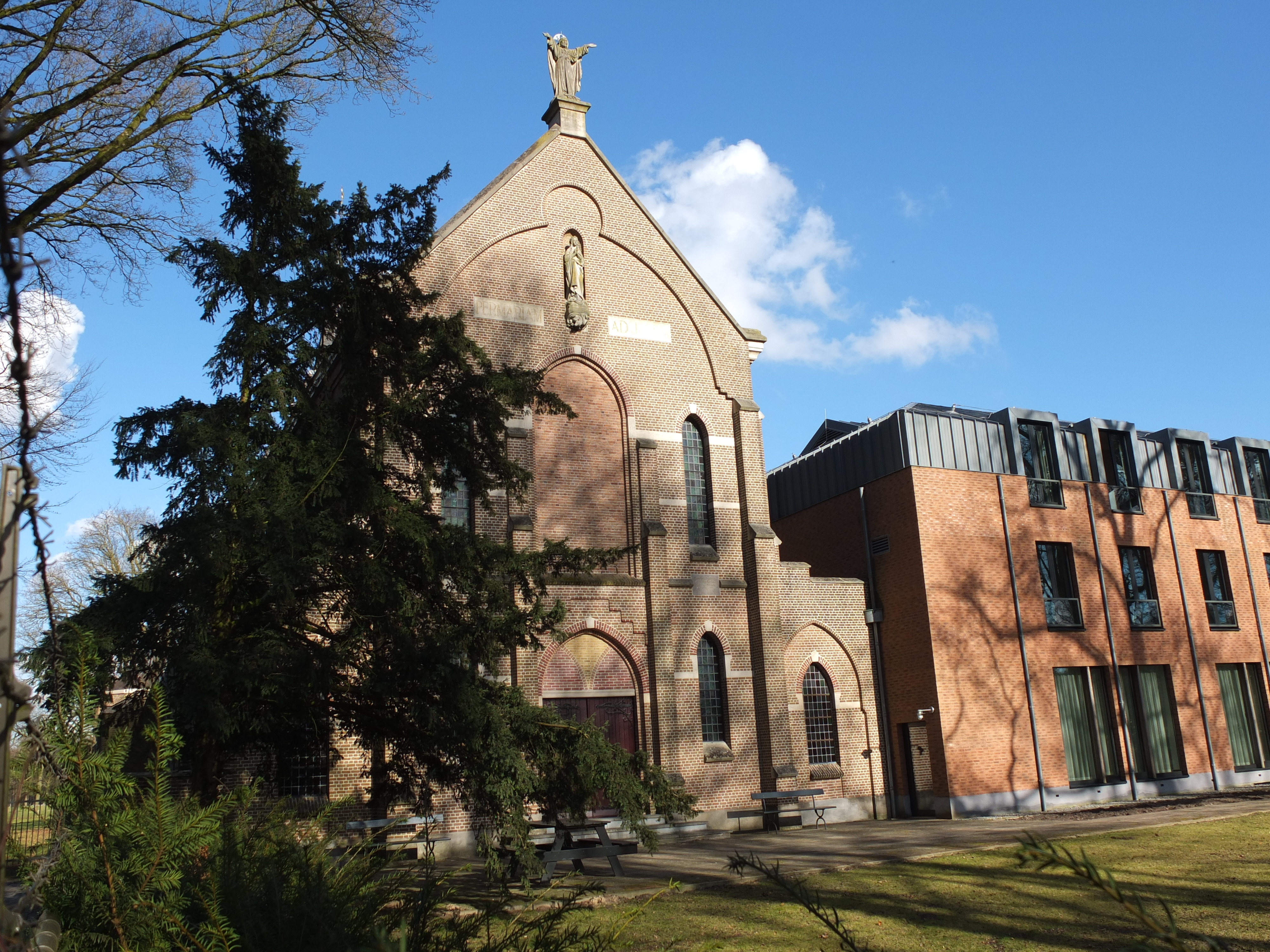
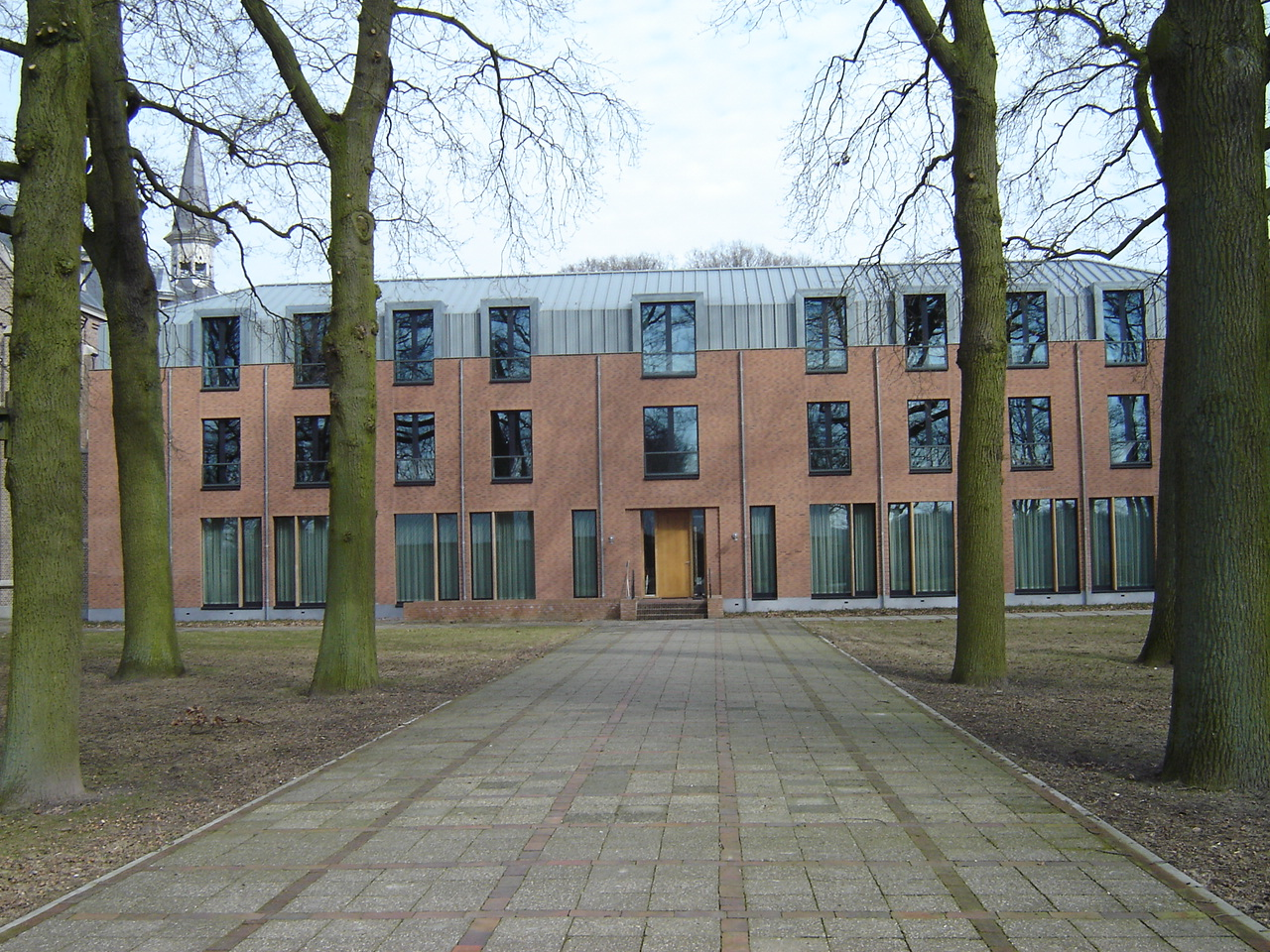

## Brouwerij
In 2009 was het niet meer mogelijk de veehouderij voort te zetten. Er werd besloten een brouwerij te starten. De bouw van de Trappistenbrouwerij De Kievit begon in oktober 2012 en werd juni 2013 voltooid. Begin december 2013 kwam het Zundert trappistenbier op de markt. Het is na La Trappe van Abdij Koningshoeven het tweede Nederlandse officiële trappistenbier.

## Abten van Maria Toevlucht
- Nivardus Muis, 1900 - 1902, superior;
- Bernardus Oomens, 1902 - 1906, titulair prior;
- Nivardus Muis, 1906 - 1913 superior ad nutum, 1913 - 1938 titulair prior, 1938 - 1942 abt;
- Alfonsus van Kalken, 1943 - 1958;
- Emmanuel Schuurmans, 1958 - 1966;
- Jeroen Witkam, 1967 - 2001;
- Wiro (Dick) Fagel, 2001 - 2007;
- Daniel Hombergen, 2007 - 2017;
- Guido Van Belle, 2017 - 2020 superior ad nutum, sinds 2020 abt.